# Біла і чорна наречена
«Біла і чорна наречена» — казка (АТУ 403). Він з'являється в «Дитячих і побутових казках» братів Грімм під номером 135 (KHM 135). До 2-го видання вона називалася «Біла і чорна наречена».

## Сюжет

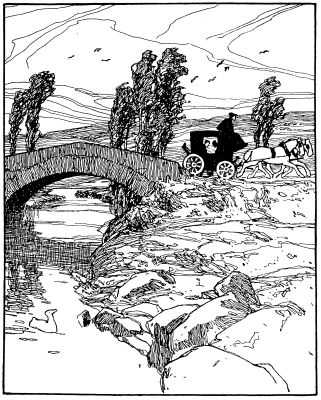
Ілюстрація Отто Уббелоде, 1909 рік

Жінка з донькою та пасербицею зустрічають доброго Господа в образі бідняка, який запитує у них дорогу. Мати і дочка грубі, але пасербиця показує йому дорогу, і він проклинає першу, щоб вона стала чорною і потворною, але виконує три бажання другої. Вона бажає краси, подібної до сонця, гаманця, який ніколи не буде порожнім, і вічного Царства Небесного. Коли двоє інших зрозуміли це, вони зненавиділи її.
Брат пасербиці, Реґінер, малює порртрет своєї сестри. Король, чия дружина щойно померла, про картину в кімнаті Регінера, який є його кучером, і хоче одружитися з нею.
Дорогою до замку мачуха затуманює очі Реґінера, а пасербиці — вуха. Коли Реґінер звертається до сестри, та не розуміє його, і мачуха змушує її віддати їй золоту сукню, потім чепчик фальшивій дочці. Потім красуню спонукають висунутися з карети, і штовхають її в річку.
Король розгніваний потворністю своєї нареченої, кидає Реґінера в яму з гадюками та зміями, але відьма все ж таки змушує його одружитися з її дочкою.
Справжня наречена тричі за вечір пропливає по ринві перед помічником кухаря у вигляді балакучої качки, в той час як фальшива наречена сидить на колінах у короля. Після третього разу помічник кухаря розповідає про качку королю. Той відрубує качці голову мечем.
Перед ним стоїть справжня наречена. Вона розповідає йому все і спонукає звільнити брата. Король мимоволі дозволяє мачусі виголосити власний вирок, після чого її разом з донькою кінь тягне в бочці з цвяхами.

## Порівняння

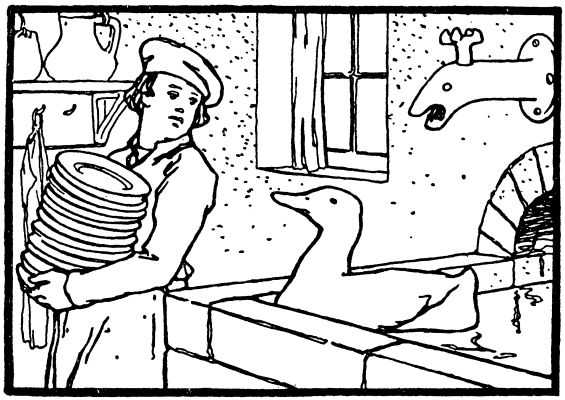
Ілюстрація Отто Уббелоде, 1909 рік

Брати Грімм так класифікували близькість казки: KHM 11 «<Братик і сестричка<», KHM 13 «Троє лісових чоловічків», KHM 24 «Пані Метелиця», KHM 89 «Принцеса-гусівниця», KHM 201 «Святий Йосиф у лісі». Про обезголовлення тварини також KHM 6 «Вірний Йоганнес», KHM 57 «Золота пташка». «Пентамерон» Джамбаттіста Базиля має схожі сюжети: II,9 «Бар», IV,7 «Дві піци», V,9 «Три цитрини». «Німецька книга казок» Людвіга Бехштайна містить дану казку під назвою «Циттерінхен».

## Походження
В анотації братів Грімм зазначено «з мекленбурзької та падерборнської мов» (можливо, від Ганса Рудольфа Шретера і родина фон Гакстгаузен). У першому випадку брата вбивають і ховають у стайні. Увечері качка співає: «Відчини двері, щоб я могла зігрітися, / мій брат лежить похований під кіньми. / відрубайте качці голову!». Це робиться, і брата ховають, див. КХМ 28 «Співуча кістка». Вони асоціюють стайню з конем Фаладою в KHM 89 «Принцеса-гусівниця» та з кучером Реґінером у наведеній вище версії, який, ймовірно, спочатку також був господарем стайні. У «Легендах богемської давнини», Прага 1808, відьма розбиває вікно карети, так що чутлива до повітря та світла красуня стає золотою качкою. Те саме стосується казки, яку презентував Вольфганг Адольф Герле. Далі брати порівнюють з даним сюжетом «Розетту» Мадам д'Онуа, «Бланшебель в ілюстраціях», «Попіл» Марі де Франс, фінську казку «Дівчина з моря» доктора Бертрама, «Двом піцами» «Пентамерона», KHM 89 «Принцесою-гусівницею», притчню про королеву Берту, яка виражає чорно-білий контраст у своїй назві (білий, biort), нордичну «Шванхільду», старою німецькою історією про білого та чорного Дітеріха, народною піснею Еріка Геєра та «Білою та чорною дочкою» 1.81 Арвіда Августа Афцеліуса. Те, що потонула качка продовжує жити як білосніжна качка, також відповідає мотиву дівчини-лебеді (АТУ 400). За давньоскандинавською легендою, утопленики вночі повертаються додому до багаття з мокрим одягом («Сага про Ейрба», с. 274, 276). Рукопис Якоба Грімма «Золота качка», заснований на «Легендах богемської давнини», був уже в оригінальній рукописній версії Грімма в 1810 році.

## Інтерпретація
З глибокої психологічної точки зору, фальшива наречена та мачуха представляють тіньові фігури, які пригнічують справжнє «я». Гедвіг фон Бейт зазначає, що брат Реґінер, як конюх, також є тінню короля (Анімус) (як і помічники тварин у KHM 17, 57, 60, 62, 85, 89, 126, 169, 191, 16a, 74a, 104a).
На думку психіатра Вольфдітріха Зігмунда, ми маємо справу з покликом прекрасного і потворного.

## Веб-посилання
- Märchenlexikon.de — «Біла та чорна наречена» AaTh 403
- SKD: картина Йозефа Гегенбарта для «Білої та чорної нареченої».
- «Біла та чорна наречена» — читає та інтерпретує Каті Пфау (YouTube)